# Iris stenophylla
Iris stenophylla là một loài thực vật có hoa trong họ Diên vĩ. Loài này được Hausskn. ex Baker miêu tả khoa học đầu tiên năm 1900.